# Taljineh
Taljineh (tiếng Ả Rập: تلجينة) là một ngôi làng Syria nằm ở Abu al-Duhur Nahiyah ở huyện Idlib, Idlib. Theo Cục Thống kê Trung ương Syria (CBS), Taljineh có dân số 436 người trong cuộc điều tra dân số năm 2004.